# Potència standby

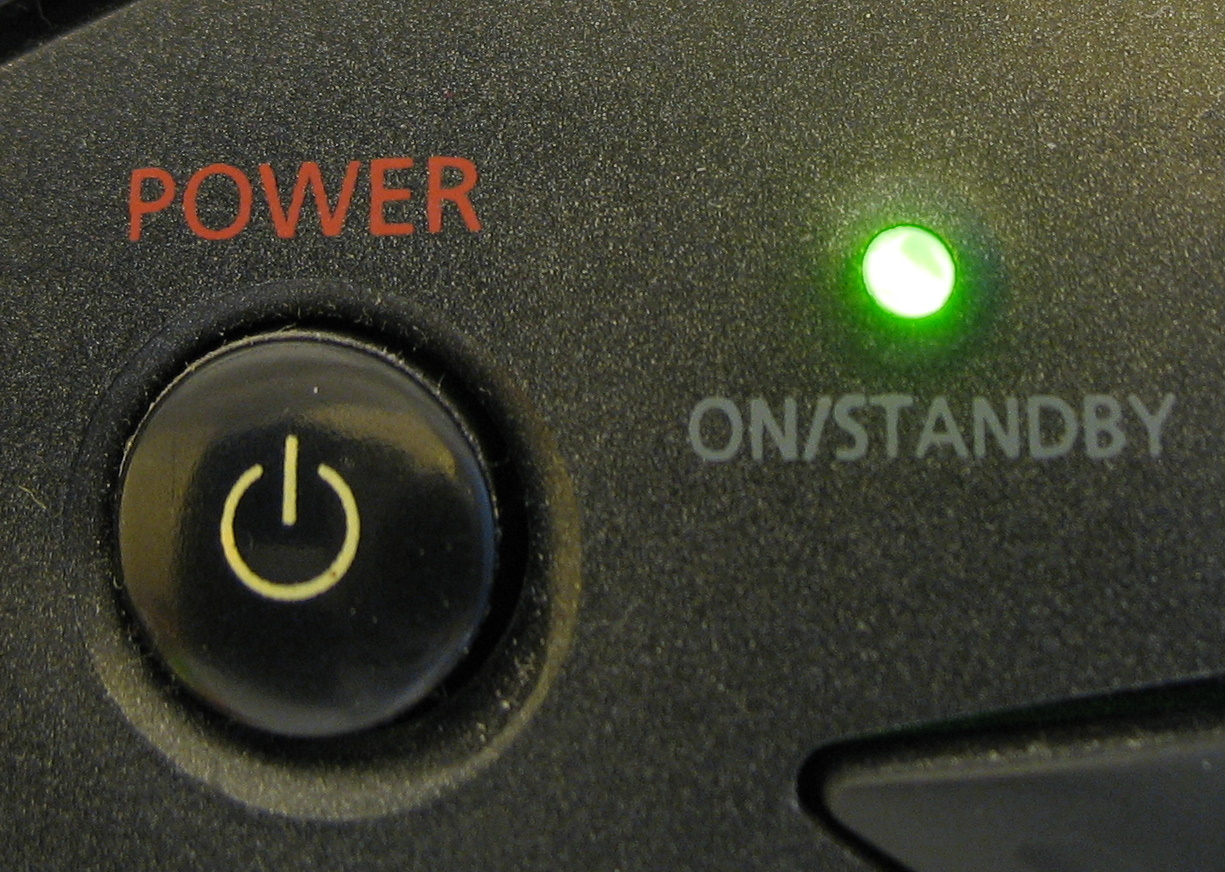
Fig.1 Típic led lluminós indicant estat d'standby

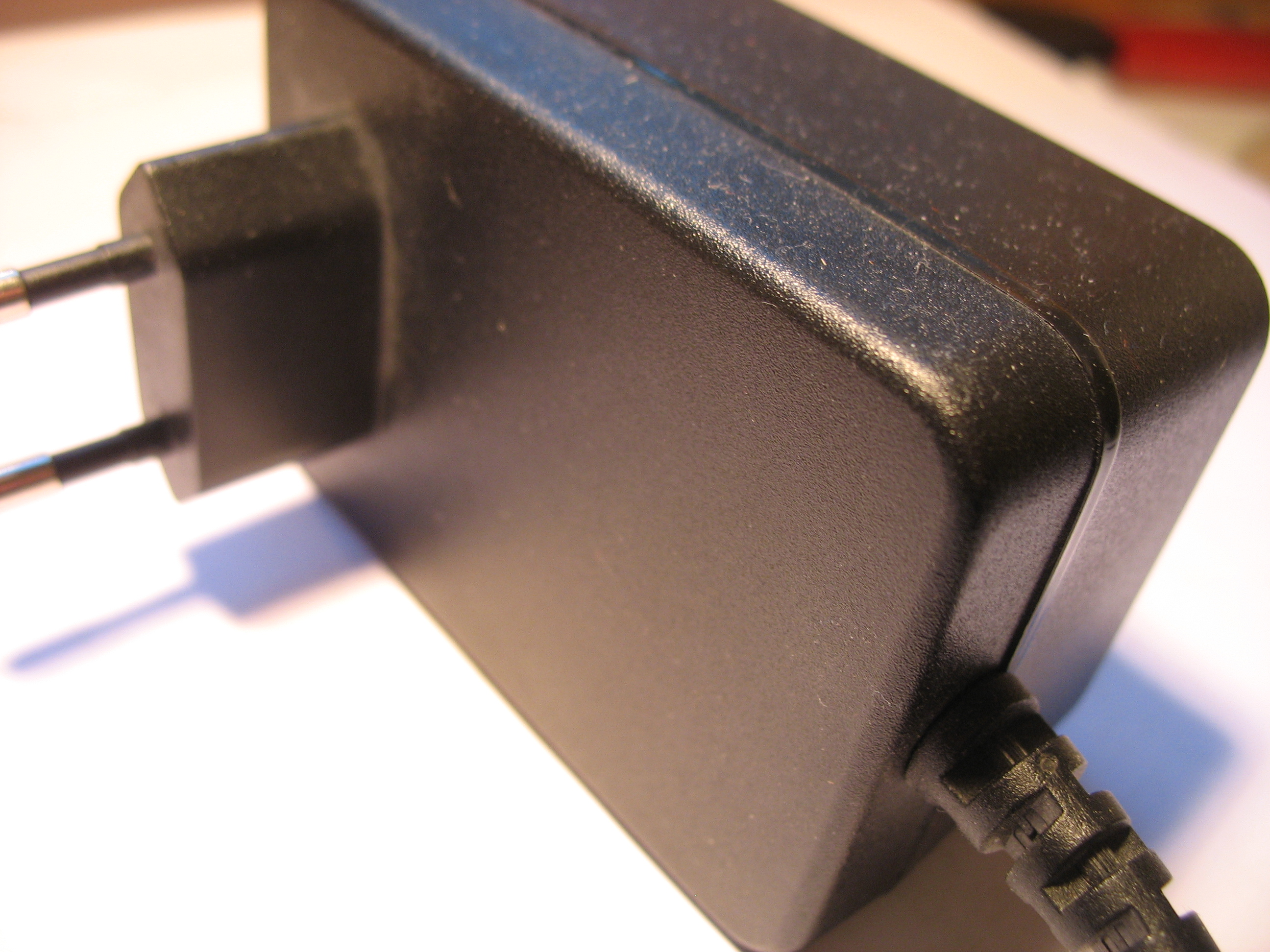
Fig.1 Font d'alimentació típica d'ús domèstic

Potència standby (o en estat de repòs) és el consum de potència elèctrica de molts productes elèctrics quan estan en estat apagat. Aquest consum residual és necessari per a alimentar circuits de control com per exemple comandaments a distància. En el passat no representava cap problema, però actualment hi ha una gran sensibilitat perquè sigui el més baix possible. A partir del 2010, la majoria de països van regular aquest consum a un màxim de 1W, i a 0,5W a partir de 2013.

## Regulacions referents a potència standby
- IEC 62301: mètodes de mesura de la potència standby.
- Directiva europea ErP : consum màxim de 0,5W.
- Marcat Energy Star als EUA.